# Blodigel

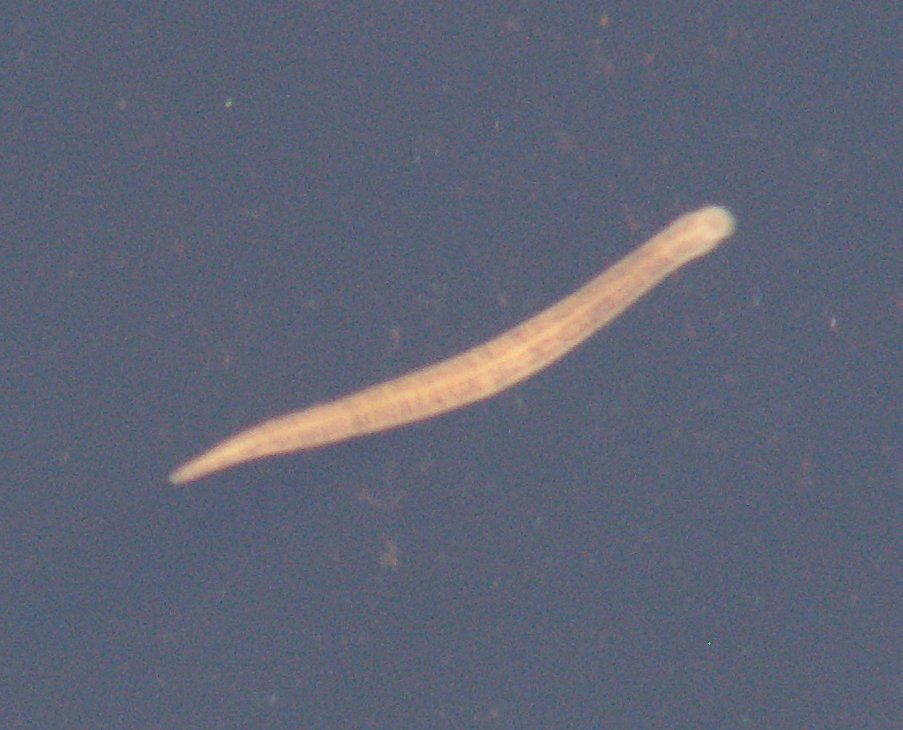
Blodigel

Blodigel (Hirudo medicinalis) är en blodsugande parasit som tillhör ringmaskarna.
Blodigeln var förr vanlig inom medicinen, idag är den ungerska underarten av blodigel (Hirudo medicinalis officinalis) vanligast, årsbehovet av iglar i Sverige var på 1850-talet cirka 800 000 exemplar.
Blodigeln kan bli cirka 15 centimeter, är svartgrön till svartbrun med sex rödgula band längs ryggen och lever i sötvatten i dammar, i skogar, trädgårdar och i sjöar, och lever på att suga blod från ryggradsdjur. Igeln kan uppnå en ålder av femton år.
Svalget har tre käkar med tänder, vilka kan såga sig genom huden på boskap och människor. När blodigeln bitit sig fast sprutas antikoagel in i vävnaden vilket hindrar blodet från att koagulera. Det naturliga antikoagulantiat hirudin utsöndras från blodigelns spottkörtlar. Ett sår efter bett från blodigel kan blöda i 10-15 timmar efteråt. När blodigeln sugit färdigt lagras blodet i hålrum längs tarmen, och den behöver inte äta på upp till nio månader.
Blodiglar är hermafroditer, och deras äggkokonger läggs i strandkanten i mitten av sommaren.
Blodigeln var i Sverige tidigare rödlistad i kategorin missgynnad (ofta förkortat NT, efter engelska near threatened). Den är inte ursprungligen från Sverige, utan infördes under medeltiden. I 2015 års rödlista anges den inte längre som hotad i Sverige, men väl internationellt.

## Medicinsk användning av blodiglar
Blodigeln användes förr till åderlåtning men dess popularitet avtog i slutet på 1800-talet samtidigt som åderlåtning tappade i status som medicinsk behandling.
I modern medicin används iglar i vissa fall för att rädda transplanterade kroppsdelar med dålig cirkulation. På grund av bristande venöst återflöde samlas blod i den transplanterade kroppsdelen vilket kan leda till komplikationer och vävnadsdöd. Iglar används för att transportera bort blodet tills det venösa återflödet hämtat sig. Igeln suger ut 5–15 milliliter blod, men på grund av de aktiva ämnena i igelns saliv kan ytterligare 20–50 milliliter sippra ut.
Iglar har på detta sätt räddat nästippar, öron, läppar och andra lemmar.
På grund av risk för blodsmitta destrueras iglar efter användning och ska inte återanvändas på flera patienter.
Blodiglar har i modern tid även använts för att minska svullnad vid åderbråck och som smärtlindrare vid knäledsartros. En svårighet med vetenskapliga studier på iglar är att placeboeffekten av igelbehandling är svårutredd.